# Adrian Moorhouse
Adrian David Moorhouse, né le 24 mai 1964 à Bradford, est un ancien nageur britannique.
Il obtient sa première médaille dans un championnat sénior en 1981 lors des championnats d'Europe avec le bronze du 200 mètres brasse en Yougoslavie. Puis l'année suivante, il remporte l'or lors des jeux du Commonwealth sur le 100 mètres brasse.
Bien que favori du 100 mètres brasse pour les Jeux olympiques de Los Angeles, il manque sa course et ne finit que 4e.
Il revient sur le devant de la scène en 1985 avec tout d'abord le record du monde du 100 mètres en petit bassin, puis en remportant le titre européen en Bulgarie.
Lors des mondiaux de l'année suivante, il connait une nouvelle grosse déception : après avoir remporté le 100 mètres, il est ensuite disqualifié pour un passage au 50 mètres non conforme.
Il prend sa revanche l'année suivante en devenant le premier homme à descendre sous la barrière de la minute sur le 100 mètres brasse en petit bassin. Il remporte enfin le titre olympique lors des  Jeux olympiques de Séoul sur le 100 mètres.
Il resta trois ans durant le meilleur nageur mondial sur 100 mètres brasse avant de baisser de niveau en 1992, année où il finit 8e de la finale des Jeux.
Après sa carrière sportive, il devient un homme d'affaires réputé tout en assurant le rôle de commentateur pour la BBC.

## Palmarès

### Jeux olympiques d'été
- Jeux olympiques de 1988 à Séoul
  -  Médaille d'or du 100 mètres brasse

### Championnats du monde
- Championnats du monde 1991
  -  Médaille d'argent du 100 mètres brasse

### Championnats d'Europe
- Championnats d'Europe 1981 à Split (Yougoslavie) :
  -  Médaille de bronze du 200 mètres brasse.
- Championnats d'Europe 1983 à Rome (Italie) :
  -  Médaille d'or du 200 mètres brasse ;
  -  Médaille d'argent du 100 mètres brasse.
- Championnats d'Europe 1985 à Sofia (Bulgarie) :
  -  Médaille d'or du 100 mètres brasse.
- Championnats d'Europe 1987 à Schiltigheim (France) :
  -  Médaille d'or du 100 mètres brasse ;
  -  Médaille d'argent du relais 4 × 100 m 4 nages ;
  -  Médaille de bronze du 200 mètres brasse.
- Championnats d'Europe 1989 à Bonn (Allemagne de l'Ouest) :
  -  Médaille d'or du 100 m brasse.
- Championnats d'Europe 1991  à Athènes (Grèce) :
  -  Médaille d'argent du 100 mètres brasse ;
  -  Médaille de bronze du 200 mètres brasse.

### Jeux du Commonwealth
- Médaille d'or du 100 mètres brasse en 1982 en Australie
- Médaille d'or du 200 mètres brasse en 1986